# Елвуд (Њу Џерзи)
Елвуд (енгл. Elwood) насељено је место без административног статуса у америчкој савезној држави Њу Џерзи.

## Демографија
По попису из 2010. године број становника је 1.437, што је 45 (3,2%) становника више него 2000. године.
| Група             | 2000.       | 2010.       |
| Белци             | 651 (46,8%) | 674 (46,9%) |
| Афроамериканци    | 192 (13,8%) | 189 (13,2%) |
| Азијати           | 12 (0,9%)   | 20 (1,4%)   |
| Хиспаноамериканци | 513 (36,9%) | 545 (37,9%) |
| Укупно            | 1.392       | 1.437       |